# Yutanduchi de Guerrero
Yutanduchi de Guerrero är en kommun i Mexiko.   Den ligger i delstaten Oaxaca, i den sydöstra delen av landet, 300 km sydost om huvudstaden Mexico City.
Följande samhällen finns i Yutanduchi de Guerrero:
- Cosabico Verde